# Flupyrimin
Flupyrimin ist ein Insektizid, das gegen Schädlinge in Reisfeldern wie Reiswasserkäfer (Lissorhoptrus oryzophilus), Zikaden und Stinkwanzen wirksam ist. Es wurde von der Mitsui Chemicals Crop & Life Solutions entwickelt.
In Europa ist es gegenwärtig nicht zugelassen.